# Lissette Antes
Lissette Alexandra Antes Castillo (2 de mayo de 1991), es una luchadora ecuatoriana de lucha libre. Participó en los Juegos Olímpicos de Londres 2012 en la categoría de 55 kg, consiguiendo un noveno puesto. Compitió en cuatro Campeonatos Mundiales, logró la 5.ª posición en 2014. Consiguió dos medallas de bronce en los Juegos Panamericanos, de 2011 y 2015. Obtuvo dos medallas en los Juegos Suramericanos y en Juegos Bolivarianos. Dos veces al podio en los Campeonatos Panamericanos. Campeona Sudamericana de 2009.
Sus dos hermanas Dennise Antes y Mayra Antes también compiten en torneos de lucha.